# Memoria distribuida con baja densidad
 La memoria distribuida con baja densidad es un modelo matemático de la memoria humana a largo plazo introducido por Pentti Kanerva en 1988. Se utiliza para almacenar y recuperar grandes cantidades de información, sin centrarse en la exactitud de la información. Se utiliza patrones para servir como direcciones de memoria, donde se recupera la información basada en las similitudes entre las direcciones. Las direcciones de memoria están todos en una lista, incluso si no están relacionados, y se recuperan basado en contenido similar.